# Anchialina dantani
Anchialina dantani är en kräftdjursart som beskrevs av Nouvel 1944. Anchialina dantani ingår i släktet Anchialina och familjen Mysidae. Inga underarter finns listade i Catalogue of Life.